# بزج
بزج هي قرية في مقاطعة طالقان، إيران. يقدر عدد سكانها بـ 77 نسمة بحسب إحصاء 2016.